# Paradecolya spinifera
Paradecolya spinifera är en insektsart som först beskrevs av Butler, A.G. 1876.  Paradecolya spinifera ingår i släktet Paradecolya och familjen vårtbitare. Inga underarter finns listade i Catalogue of Life.